# Convenção Batista de Hong Kong
A Convenção Batista de Hong Kong (em inglês:   Baptist Convention of Hong Kong) é uma associação cristã evangélica de Igrejas batistas em Hong Kong. Ela é afiliada à Aliança Batista Mundial. A sede está localizada em Mong Kok.

## História
A Convenção tem suas origens em uma missão americana dos Ministérios Internacionais em 1842.  Foi fundada oficialmente em 1938.  De acordo com um censo da associação, em 2023 ela disse que tinha 164 igrejas e 114,016 membros. 

## Escolas

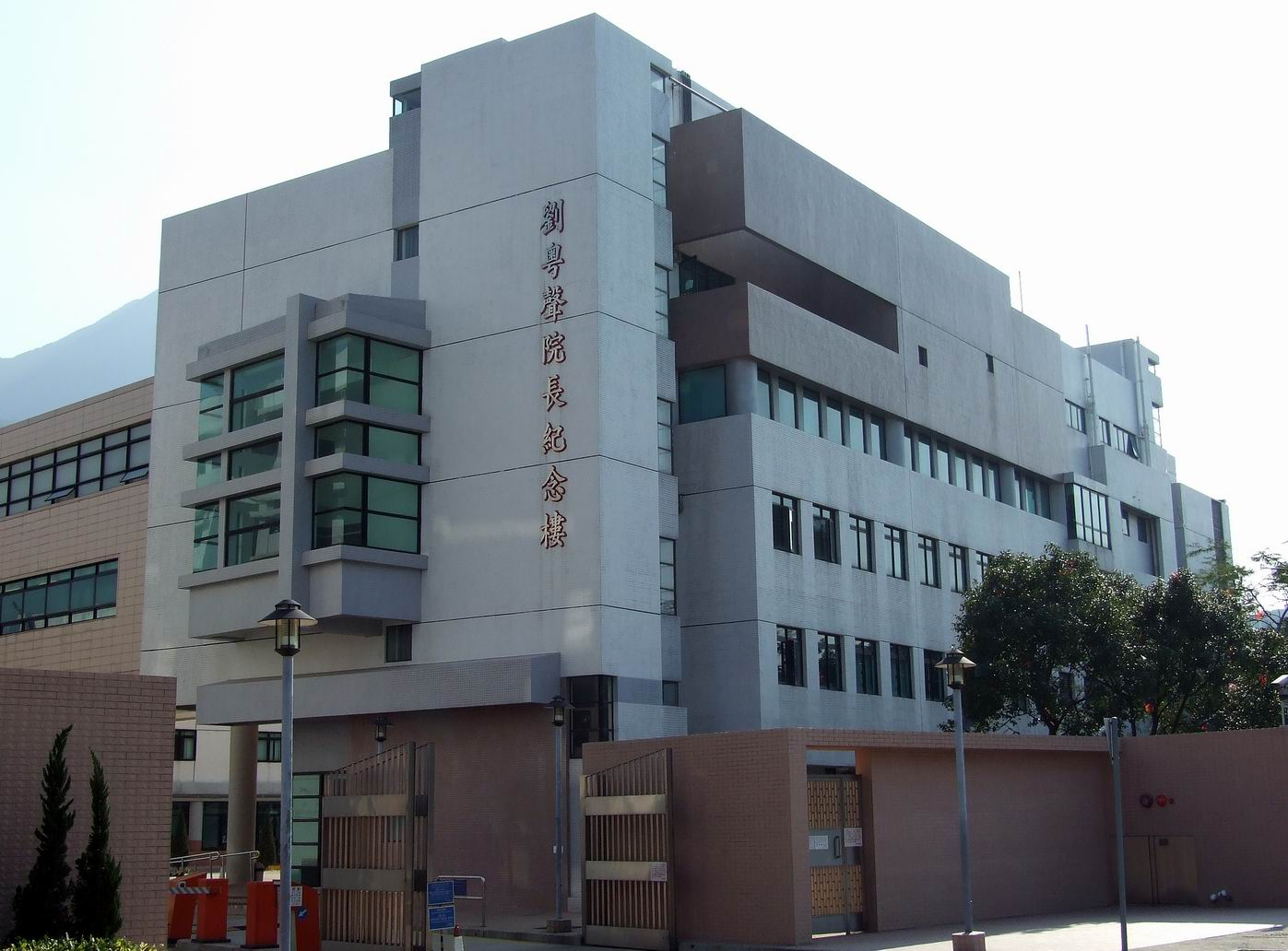
Seminário teológico batista em Hong Kong.

Em 1951, ela fundou o Seminário teológico batista em Hong Kong. 
Ela também fundou a Universidade Batista de Hong Kong em 1956, que se tornou uma universidade pública após a recomendação do governo de Hong Kong em 1994. 

## Serviços de Saúde

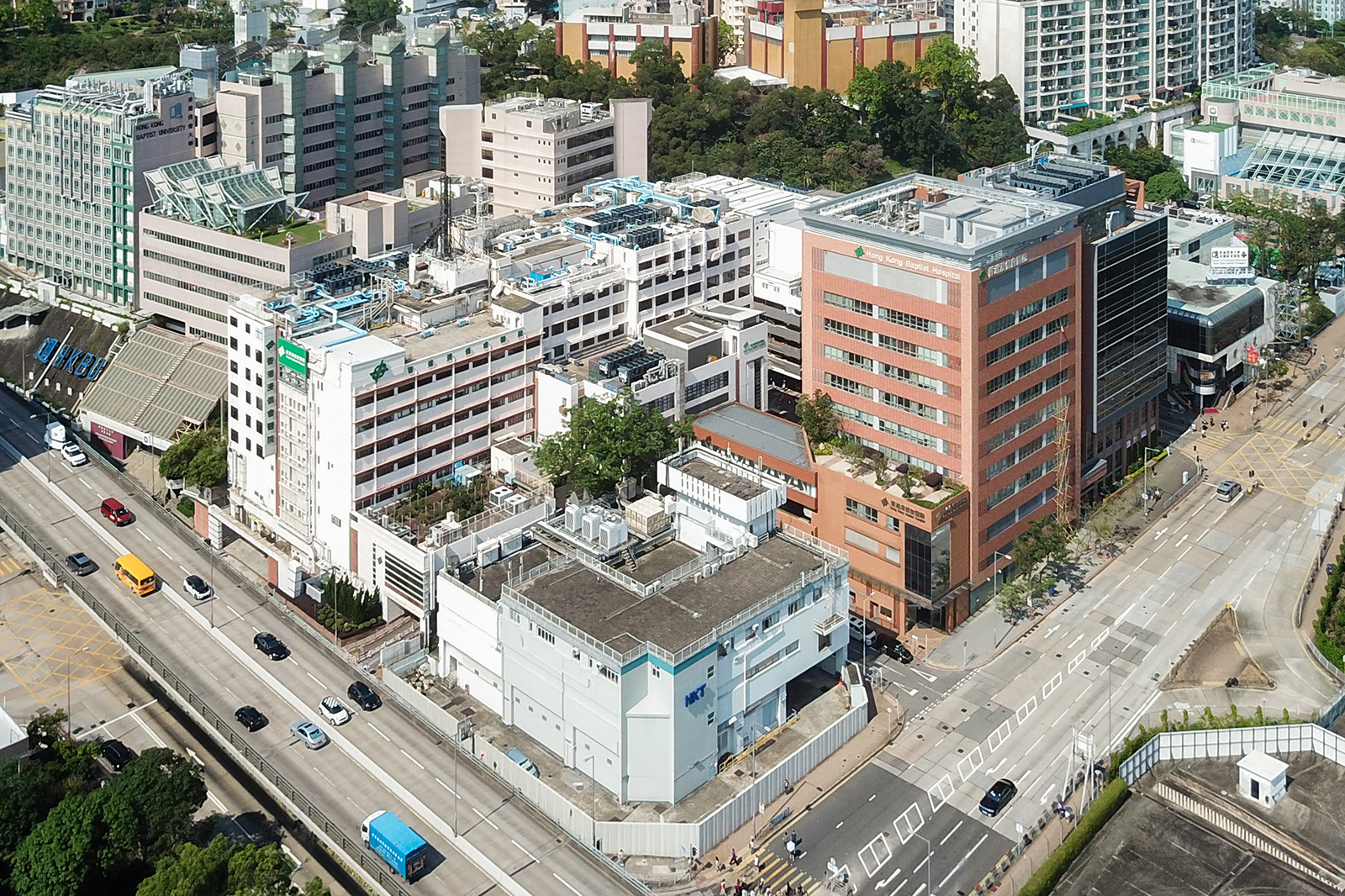
Hospital Batista de Hong Kong.

Ela fundou o Hospital Batista de Hong Kong em 1963. 